# Parahyparrhenia
Parahyparrhenia é um género botânico pertencente à família Poaceae.